# Якубовиці (Опатовський повіт)
Якубовиці (пол. Jakubowice) — село в Польщі, у гміні Ожарув Опатовського повіту Свентокшиського воєводства.
Населення — 272 особи (2011).
У 1975-1998 роках село належало до Тарнобжезького воєводства.

## Демографія
Демографічна структура на день 31 березня 2011 року:
|          | Загалом | Допрацездатний вік | Працездатний вік | Постпрацездатний вік |
| -------- | ------- | ------------------ | ---------------- | -------------------- |
| Чоловіки | 125     | 22                 | 86               | 17                   |
| Жінки    | 147     | 21                 | 89               | 37                   |
| Разом    | 272     | 43                 | 175              | 54                   |